# 斉藤亮
斉藤 亮（さいとう りょう、1980年9月30日 - ）は、長野県飯山市出身のクロスカントリースキー、マウンテンバイク選手である。

## 来歴
小学校の時にクロスカントリースキーと出会い競技を開始した。中学時代は全国中学大会に3年連続で出場し、高校時代は2年でインターハイリレー優勝、3年で個人戦2位、リレーでも2位になった。陸上自衛隊冬季戦技教育隊に進み、クロスカントリースキー選手としてワールドカップを転戦する生活を送る。トリノオリンピックの代表選考で、全日本優勝、FISランキング国内4位の実績がありながら、代表枠6人に入れず、引退を決意する。プライベーターとなった2008年長野かがやき国体（第63回国民体育大会冬季大会）スキー競技会を優勝で飾り、雪辱を果たした。
MTBはスキーのトレーニングとして行っていたが、2007シーズンからクロスカントリーレースに本格的に参加するようになった。2012年JCF MTB ジャパンシリーズで総合優勝、2013年は参戦したレース全てに優勝、2014年も総合優勝しシリーズ3連覇を達成した。2015年のシーズン終了後、引退を発表した。
スキー選手の恩田祐一は高校時代の同級生。

## 主な戦歴
MTB XC
2009年
- JCFナショナルポイントランキング 6位

2010年
- 世界選手権 カナダ・モン＝サンタンヌ 76位
- JCFナショナルポイントランキング 4位
- JCFジャパンシリーズ 総合3位

2011年
- JCFナショナルポイントランキング 3位
- JCFジャパンシリーズ 総合3位

2012年
- 全日本選手権 3位
- JCFナショナルポイントランキング 1位
- JCFジャパンシリーズ 総合1位

2013年
- 全日本選手権 2位
- JCFナショナルポイントランキング 1位
- JCFジャパンシリーズ 総合1位

2014年
- 全日本選手権 3位
- JCFナショナルポイントランキング 1位
- JCFジャパンシリーズ 総合1位

2015年
- 全日本選手権 3位
- Coupe du Japon ナショナルランキング Men Elite 総合2位